# FMA Ae.M.B.1/2
FMA Ae.M.B.1/2 – argentyński samolot bombowy. Pierwsza tego typu konstrukcja zaprojektowana i zbudowana samodzielnie w Argentynie.

## Historia
Prace nad projektem pierwszego argentyńskiego samolotu bombowego rozpoczęto w Fábrica Militar de Aviones w 1932 roku. Otrzymał oznaczenie Ae.M.B.1 i po wejściu do służby miał zastąpić przestarzałe maszyny Breguet 19. Rok później przystąpiono do budowy prototypu, jednak z uwagi na brak materiałów i potrzebnych podzespołów, prace przebiegały wolno. Prototyp samolotu (numer ewidencyjny 201) ukończono dopiero wiosną 1935 roku. Zbudowano maszynę w układzie wolnonośnego dolnopłata z odkrytą kabiną pilotów, napędzaną pojedynczym 9-cylindrowym silnikiem gwiazdowym Wright SGR-1820-F3 Cyclone o mocy 715 KM i trójłopatowym metalowym śmigłem nastawnym firmy Hamilton. Samolot wyposażony był w stałe podwozie z kółkiem ogonowym. Szkielet kadłuba wykonany był z rur stalowych tworzących kratownicę, a w przedniej pokryty był części blachą duraluminiową. Drewniane skrzydła oraz zastrzałowe usterzenie pokryte było płótnem.
Oblotu prototypu dokonano 9 czerwca tego samego roku. Maszyna w locie zachowywała się poprawnie, jednak dalsze próby wymusiły dokonania kilku poprawek. Odkryty w prototypie silnik zakryto osłoną typu NACA, a golenie podwozia głównego okryto szerokimi owiewkami. Na znajdującym się tuż za kabiną pilotów górnym stanowisku strzeleckim zainstalowano obrotnicę z dwoma karabinami maszynowymi Lewis kalibru 7,7 mm. Na wysokości krawędzi spływu lewego skrzydła zainstalowano w kadłubie niewielkie drzwi wejściowe. W lecie 1935 roku ruszyła produkcja seryjna.
Do wiosny 1936 roku udało się wyprodukować 14 egzemplarzy (o numerach ewidencyjnych od 202 do 215). Samoloty seryjne różniły się konstrukcyjnie od prototypu. Główne zmiany polegały na instalacji w seryjnej wersji na górnym stanowisku strzeleckim zakrytej półkolistej wieżyczki, chroniącej strzelca. Zakryto również kabinę pilotów. Płótnem pokryto większą część kadłuba, powiększono usterzenie pionowe, zastosowano nieco inny układ okien w burcie samolotu, kolejną modyfikację osłony silnika i owiewek okrywających golenie podwozia głównego oraz chłodnice oleju. W tylnej części kadłuba umieszczono balast o ciężarze 160 kg mający zrównoważyć przesunięcie środka ciężkości samolotu do przodu. Seryjne samoloty napędzały silniki Wright SGR-1820-E1 o mocy startowej 690 KM. Do tego samego standardu doprowadzono maszynę prototypową.

## Służba
6 marca 1936 roku pierwsze dziewięć seryjnych bombowców zostało przekazanych do 2. Dywizji Sprzętu Lotniczego Armii (2° División de Material Aeronáutico del Ejército). 10 kwietnia tego samego roku przekazano kolejne dwa, a następne cztery 20 maja 1936 roku. 12 kwietnia 1936 roku maszyna została oficjalnie po raz pierwszy zaprezentowana publicznie. W prezentacji uczestniczyli licznie zgromadzeni przedstawiciele rządu, wojska i prasy. Latem tego samego roku kolejne samoloty zostały przekazane Służbie Lotniczej Armii (Servicio Aeronáutico del Ejército). Sześć Ae.M.B.1 znalazło się na stanie Grupy Bombowej (Grupo de Bombardeo) 3. Pułku Lotniczego (Regimiento Aéreo 3) z bazy w Mendozie, a kolejne dziewięć w 1. Pułku Lotniczym (Regimiento Aéreo 1) w bazie El Palomar. 9 lipca maszyna numer 210 startująca z tej bazy uległa wypadkowi, ale załoga wyszła z tego zdarzenia bez szwanku.
Samoloty cieszyły się uznaniem wśród swoich załóg, które nadały maszynie przydomek Bombi. W eksploatacji wyszły pewne wady samolotu. Do wad zaliczano zbyt wysoko wysuniętą z kadłuba wieżyczkę obrotową górnego stanowiska strzeleckiego. Podczas lotu jej wysoka sylwetka zaburzała sterowność kierunkową samolotu. Mechanicy wojskowi na niektórych maszynach zmodyfikowali ją w ten sposób, że można ją było w części wsunąć głębiej w kadłub podczas lotu. Lecz główną bolączką było jednak zbyt słabe podwozie. Dochodziło z tego powodu do uszkodzenia goleni podwozia podczas startu i lądowania. 21 grudnia 1936 roku rozbiła się maszyna numer 207, w jej szczątkach zginął mechanik pokładowy. Była to jedyna ofiara śmiertelna związana z eksploatacją samolotu. Reszta załogi, dwóch pilotów, dwóch obserwatorów i radiooperator, zdołała bezpiecznie wylądować na spadochronach. 12 stycznia 1937 roku kolejny raz doszło do awarii podwozia samolotu. 1 marca tego samego roku uziemiono całą ich flotę. Po dokonaniu prowizorycznych napraw, wszystkie znajdujące się w służbie samoloty przeniesiono do Grupy Obserwacyjnej i Bombowej (Grupo de Observación y Bombardeo) w składzie 1. Pułku Lotniczego. 5 czerwca 1937 roku podczas podchodzenia do lądowania kraksie uległ prototyp samolotu. Maszyna uległa zniszczeniu, ale załoga wyszła z katastrofy bez większych obrażeń. 9 lipca tego samego roku wszystkie pozostające w służbie maszyny miały okazję spotkać się po raz pierwszy (i zarazem ostatni) razem w powietrzu podczas parady lotniczej zorganizowanej w Buenos Aires z okazji święta niepodległości.

## FMA Ae.M.B.2
5 lutego 1938 roku podjęto decyzję o kompleksowej modernizacji samolotu. Całość prac sfinansowała Służba Lotnicza Armii. W pierwszej kolejności wzmocniono podwozie i usunięto górną wieżyczkę strzelecką, co zupełnie wyeliminowało problemy ze statecznością maszyny. Boczne drzwi, otwierające się do góry, po modernizacji otwierały się na bok. Samolot wyposażono w dodatkowe wyjście awaryjne. Tak zmodernizowane maszyny otrzymały oznaczenie FMA Ae.M.B.2. Udało się doprowadzić do nowego standardu wszystkie samolotu do końca 1939 roku.
Na początku 1939 roku samolot numer 215 przesunięto do 2. Pułku Myśliwskiego (Regimiento 2 de Caza), po czym samolot ponownie znalazł się w Grupie Obserwacyjnej (Grupo de Observación) w nowo otwartej bazie (Base Aérea Militar – BAM) Villa Mercedes w prowincji San Luis. Do tej bazy trafiła również część pozostałych bombowców - samoloty o numerach 208, 209, 211, 212 i 213. Samoloty numer 202, 203, 205, i 206 trafiły do Grupy Lekkich Bombowców (Grupo de Bombardeo Liviano) wchodzącej w skład 3. Pułku Lotniczego w Mendozie. Po krótkim czasie, maszyny o numerach 205 i 206 przeniesiono do Villa Mercedes. 7 września 1939 roku utracono samolot numer 215. Maszyna rozbiła się podchodząc do lądowania w przygodnym terenie. Załoga wyszła z katastrofy bez szwanku. W 1940 roku jeden z samolotów został wykorzystany do sprawdzenia możliwości wykonywania z maszyny skoków spadochronowych. Było to tym bardziej uzasadnione, iż z chwilą znalezienia się na uzbrojeniu argentyńskiego lotnictwa zdecydowanie bardziej nowoczesnych samolotów bombowych Martin B-10 i Northrop A-17, Ae.M.B.2 przestały być potrzebne jako bombowce. Obszerny kadłub samolotu można było wykorzystać do pełnienia zadań transportowych, kurierskich, pocztowych i desantowania skoczków spadochronowych.
18 kwietnia 1940 roku maszyny z Regimiento Aéreo 1 z bazy w El Palomar zostały przeniesione do bazy w Villa Mercedes. Docelowo znalazły się tam wszystkie Ae.M.B.2 z wyjątkiem dwóch egzemplarzy 204 i 214, które pozostały w bazie w Mendozie. Pod koniec tego samego roku wszystkie pozostające na służbie samoloty dołączyły do maszyn 204 i 214 w Mendozie. W 1941 roku wypadkowi uległ egzemplarz numer 204 i już nie został odremontowany. W 1942 roku dokonano kolejnej reorganizacji. Samoloty 202, 203, 205, 206, 208 i 214 przeniesiono do Grupo 1 de Observación z 1. Pułku Lotniczego, który w międzyczasie został przebazowany z El Palomar do Parany. W El Palomar pozostał jedynie numer 212, który wszedł w skład Agrupación de Entrenamiento (Zgrupowania Szkolnego). 10 czerwca 1943 roku do Grupo 1 de Observación dołączył egzemplarz 209, a do początku 1944 roku cała reszta. Tym samym, były tam samoloty numer 202, 203, 205, 206, 208, 209, 211, 212 i 214 (213 samolot spisano ze stanu pod koniec 1943 roku). Ae.M.B.2 wykorzystywano w szkoleniu nawigatorów, radiooperatorów i obserwatorów. Brały udział w manewrach argentyńskiej armii jako samoloty obserwacyjne. W lecie 1944 roku, aby podkreślić ich nową rolę, numery ewidencyjne zostały uzupełnione o literę „O”, od Observación. O-211 wszedł w skład samolotów służących do szkolenia wojsk powietrznodesantowych w otwartej w październiku 1944 roku Szkole Wojsk Powietrznodesantowych (Escuela de Tropas Aerotransportadas) w Córdobie. Do tych celów przystosowano również maszyny O-205 i O-208.
W 1946 roku trzy samoloty przystosowano do wypełniania zadań samolotów rolniczych – zamontowano w nich zbiorniki na chemikalia i system opryskiwania. Tak wyposażone 21 lutego 1946 roku wzięły udział w walce z plagą szarańczy, jaka nawiedziła kraj, a 21 lutego 1946 roku powróciły do Parany. Brak części zamiennych uziemił w końcu wszystkie Ae.M.B.2. Pod koniec 1946 roku w Grupo 1 de Observación znajdowały się już tylko trzy sprawne samoloty: O-202, O-203 i O-212. W 1947 roku spisano niesprawne O-202, O-205, O-209 i O-211. Najdłużej w służbie znajdował się O-212, bo aż do 1948 roku.

## Uzbrojenie
Pod koniec 1936 roku zakupiono w Danii partię karabinów maszynowych Madsen kalibru 7,65 mm i 11,35 mm. Do tej pory Bombi latały bez uzbrojenia strzeleckiego. W wieżyczce na grzbiecie zainstalowano dwa karabiny kalibru 7,65 mm, a w specjalnym wycięciu w spodzie kadłuba, pojedynczy karabin kalibru 11,35 mm. Niektóre źródła podają informację o czwartym, na stałe umieszczonym karabinie kalibru 7,65 mm, znajdującym się w kadłubie pomiędzy silnikiem a kabiną załogi. Maksymalnie maszyna mogła zabrać na pokład 400 kg bomb, ale pod warunkiem ograniczenia zapasu paliwa do 550 litrów. W przypadku standardowej konfiguracji, z pełnymi zbiornikami paliwa, oleju i amunicji, radiostacją Telefunken i aparatem fotograficznym, udźwig bomb spadał do 100 kg. Po modernizacji samolotu, usunięciu górnej wieżyczki w wersji FMA Ae.M.B.2, jedynym uzbrojeniem strzeleckim samolotu pozostał wysuwany z kadłuba karabin maszynowy kalibru 11,35 mm.